# Jeff Likens
Jeffrey „Jeff“ Likens (* 28. August 1985 in Barrington, Illinois) ist ein ehemaliger US-amerikanischer Eishockeyspieler, der im Verlauf seiner aktiven Karriere zwischen 2003 und 2021 unter anderem über 700 Spiele für die Augsburger Panther, Nürnberg Ice Tigers, den ERC Ingolstadt und die Grizzlys Wolfsburg in der Deutschen Eishockey Liga (DEL) auf der Position des Verteidigers bestritten hat. Mit den Augsburger Panthern und Grizzlys Wolfsburg wurde Likens insgesamt viermal Vizemeister sowie im Jahr 2004 Junioren-Weltmeister mit der U20-Nationalmannschaft der Vereinigten Staaten.

## Karriere
Jeff Likens begann seine Karriere als Eishockeyspieler im Jahr 2003 im Eishockeyteam der University of Wisconsin–Madison, für die er insgesamt vier Jahre lang in der National Collegiate Athletic Association (NCAA) spielte. Gegen Ende der Saison 2006/07 wurde der Amerikaner von den Manchester Monarchs aus der American Hockey League (AHL) unter Vertrag genommen. Bis zum Ende seiner ersten Saison im professionellen Eishockey kam Likens auf zehn Einsätze in der regulären Saison und sechs weitere in den Playoffs. In der folgenden Saison spielte Likens in 56 Partien für die Monarchs in der AHL, sowie weitere 15 Mal für deren Farmteam, die Reading Royals aus der ECHL.
Im Sommer 2008 unterzeichnete Likens einen Vertrag bei den Augsburger Panthern aus der Deutschen Eishockey Liga (DEL). Zwei Jahre später schloss er sich den Nürnberg Ice Tigers an. Im April 2011 unterzeichnete der US-Amerikaner einen für die Saison 2011/12 gültigen Kontrakt beim ERC Ingolstadt. Im April 2013 wurde bekannt, dass Likens für ein Jahr beim Ligakonkurrenten Grizzly Adams Wolfsburg unterschrieben hatte. In den folgenden Jahren gehörte er zu den Führungsspielern der Grizzlys.
Nach der Saison 2020/21 beendete der US-Amerikaner seine Karriere nach 766 DEL-Partien und mit dem Rekord als ausländischer Spieler mit den meisten Partien in der deutschen Elitespielklasse.

### International
Für die Vereinigten Staaten nahm Likens an der U18-Junioren-Weltmeisterschaft 2003 und den U20-Junioren-Weltmeisterschaften 2004 und 2005 teil. Beim Turnier 2004 gewann er mit der US-amerikanischen Auswahl die Goldmedaille. Insgesamt kam er bei den drei Turnieren auf 19 Einsätze, in denen der Verteidiger sieben Torvorlagen verbuchte.

## Erfolge und Auszeichnungen
| - 2006 NCAA-Division-I-Championship mit der University of Wisconsin–Madison - 2010 Deutscher Vizemeister mit den Augsburger Panthern - 2016 Deutscher Vizemeister mit den Grizzlys Wolfsburg | - 2017 Deutscher Vizemeister mit den Grizzlys Wolfsburg - 2021 Deutscher Vizemeister mit den Grizzlys Wolfsburg |

### International
- 2002 Goldmedaille bei der World U-17 Hockey Challenge
- 2004 Goldmedaille bei der U20-Junioren-Weltmeisterschaft

## Karrierestatistik

### International
Vertrat USA bei:
- World U-17 Hockey Challenge 2002
- U18-Junioren-Weltmeisterschaft 2003
- U20-Junioren-Weltmeisterschaft 2004
- U20-Junioren-Weltmeisterschaft 2005

(Legende zur Spielerstatistik: Sp oder GP = absolvierte Spiele; T oder G = erzielte Tore; V oder A = erzielte Assists; Pkt oder Pts = erzielte Scorerpunkte; SM oder PIM = erhaltene Strafminuten; +/− = Plus/Minus-Bilanz; PP = erzielte Überzahltore; SH = erzielte Unterzahltore; GW = erzielte Siegtore; 1 Play-downs/Relegation; Kursiv: Statistik nicht vollständig)